# Toros en el Mar
La fiesta de los Toros en el Mar se celebraban en la localidad asturiana de Candás, capital del concejo de Carreño.
Se celebraban, intermitentemente, en el mes de septiembre durante las festividades del Cristo de Candás. Se empezó a celebrar en 1924 en el muelle, y la última corrida se realizó en 1997.